# Gerard Aafjes
Geread Aafjes (født 27. januar 1985) er en hollandsk fodboldspiller.

## Profil
Aafjes spiller i forsvaret, hvor han kan dække flere positioner. Han skrev kontrakt med Vejle Boldklub d. 1. oktober 2013, hvor han kom til klubben som klubløs. Han blev hentet til Vejle som gardering for Niels Bisp Rasmussen, der er langtidsskadet. D. 2. december 2013 meldte Vejle Boldklub at det ikke var muligt, at forlænge kontrakten, hvormed Aarfjes er transferfri. Han nåede at spille otte gældende kampe for klubben.